# В сталевих грозах
«В сталевих грозах» (нім. In Stahlgewittern) — автобіографічний роман німецького письменника Ернста Юнґера, який є своєрідним репортажем автора в період служби в німецькій армії в роки Першої світової війни.

## Історія написання
Книга «В сталевих грозах» була вперше опублікована з підзаголовком «Зі щоденника командира ударної групи» в 1920 році коштом автора й упродовж кількох років стала бестселером. Форма щоденника виявилася при цьому адекватним засобом передачі фронтових вражень: регулярні й точні, хоча й фрагментарні нотатки утворюють багатоманітну й вражаючу воєнну мозаїку.
Починаючи з 30 грудня 1914 року, коли Ернст Юнґер сів у залізничний вагон у Ганновері, який повинен був доправити його до полку на Західний фронт біля Реймса, він почав вести записник, що нараховував 50 аркушів, у якому, починаючи від дня від'їзду, він занотовував усе, що видавалося йому гідним уваги. До кінця війни Юнґер повністю списав п'ятнадцять таких зошитів (різного обсягу), загалом майже 1 800 сторінок, які у виданні 2010 року охопили близько 430 друкованих сторінок. Він охоплює весь період війни — аж до останнього й найважливішого Юнґерового поранення наприкінці серпня 1918-го року.
Сьогодні оригінал рукопису «Воєнного щоденника» зберігається в Німецькому літературному архіві в Марбаху-на-Некарі в невідредагованому варіанті.

### Перевидання
Протягом життя Юнґер неодноразово редагував та сім разів переробляв «В сталевих грозах», в 1923/24, 1933/35, 1958/61 і 1978 роках. Різниця між різними редакціями, особливо між третьою (1924) і четвертою (1934), а також шостою (1961) є такою суттєвою, що вона відчутно впливає на сприйняття як ідеологічної інтенції, так і стилістичних особливостей Юнґерового письма і приводить — залежно від відповідної редакції — до різних оцінок. Юнґер сам багато разів наголошував, що йому залежало на тому, аби вилучити все ефемерне й увиразнити суттєве воєнного досвіду шляхом змістовного збагачення й мовного витончення.
Дослідження творчості Юнґера між тим показали, що при цьому письменник реагував також на різні політичні зміни й на розширення історичного досвіду. При переробленні редакції 1923/24 років він прагнув надати спершу геть неполітичному воєнному щоденнику політичного характеру. Якщо Юнґер мав намір у 1923/24 роках політично припасувати свій воєнний щоденник у сенсі «нового» націоналізму, то в редакції 1933/34 років слід вбачати спробу усунути його політичну складову.

## Аналіз твору
Книга повністю присвячена воєнній тематиці, головно треба підкреслити, що книга насправді є щоденником людини, котра пережила війну безпосередньо, тобто автором. Юнґер пішов на фронт ще юним хлопцем, в окопах він святкував своє 20-річчя, як згадує сам автор на початку свого щоденника.
У романі автор намагається підважити поняття «війна», «смерть», «життя» та інші моральні і людські цінності. Для автора є важливо показати війну таку, яка вона була насправді, принаймні таку, яку він побачив і пережив особисто. Юнґер на сторінках свого роману-щоденника переносить нас в окопи німецької армії, чітко знайомить нас про свій розпорядок дня: що споживав на сніданки, що пили солдати, про що говорили. Також ми можемо дізнатися, як німецький солдат сприймав ворога, які були закони на війні, ранги і про що люди мріяли, на які місця вони перекидались. Герой, тобто автор, через описи зображує нам буденну війну, війну простих людей, які хочуть до матері, до теплої домівки, до своїх дружин і дітей. У роботі Юнґера важливим пунктом є й те, що ми як з лупою розглядаємо не хід битви, наприклад, на Соммі чи детально знайомимось із тактикою ворога німецької армії, але можемо завдяки автору розглянути питання чим харчувалися солдати, їх емоційний стан, різні турботи, що траплялися в житті простого солдата.
Автор намагається підважити розуміння життя і смерті в час війни, коли кількість загиблих на полі бою просто статистика. Він намагається показати, як він розуміє ці поняття сидячи в окопі, спостерігаючи за смертю своїх побратимів. У будь-якій такій критичній ситуації такій, як війна, людина завжди намагається шукати сенс у всьому, роздумувати над смертю і давати собі чітку відповідь, як вона до неї ставиться і, що для неї життя.
Важко сказати про центральну частину твору, позаяк книга це по суті щоденник, який ведеться між перервами боїв. Однак, варто підкреслити, що попри всю хронологічний наратив автора, про детальні описи свого відчуття щодо наступної битви, чи поля бою чи втрат його батальйону, він у всій книзі описує життя-буття солдат, свої підвищення в ранзі, свої надії, мрії і думки щодо всього, що навколо. Ми можемо заглянути в маленький світ власного «я» автора-героя книги і мати собі уявлення, яке життя навколо тебе, коли ти лейтенант німецької армії, котрий відповідає за своїх людей, котрий намагається врятувати і своє життя. Неймовірним для мене є й те, що за словами автора його життя рятували різні незвичні випадки, які він і згадував протягом всієї книги. Можна вважати його щасливчиком.
Авторові вдалося сфокусувати нашу увагу на важливі мікроскопічні деталі життя солдата учасника Першої Світової війни. Крім цього, автор провів також історичну лінію подій, що сталися за час війни: битви й атаки, види зброї ворогів.
Загалом це такий собі мікросвіт, який можна використати на будь-якого тодішнього солдата.
Необхідно підкреслити, що Юнґер згадує не тільки про німецький військовий світ, але й згадує про інші ворожі війська: їхню військову форму, їжу, зброю тощо.
Книга-щоденник Ернеста Юнґера — це книга переживань «маленької» людини в окопах Першої Світової війни, розповідь про мікросвіт цієї людини, про її почуття, її надії та бажання, що вона відчувала, коли йшла в бій, коли вбивала. Автор підважив також поняття смерті і життя та ставлення його особисто і військових. У романі він показав, через свій досвід, як війна може змінити людину, які моральні цінності згасають протягом війни, а то й зникають взагалі в людині.

## Відгуки
Роман «В сталевих грозах» передував найзнаменитішому німецькому антивоєнному творові, романові Еріха Марії Ремарка «На Західному фронті без змін» (1928/29). Для Ремарка книга Юнґера була взірцем, і в опублікованій 1928 року статті Ремарк вихвалює її за те, що вона показувала воєнний досвід «без усякого пафосу» і з «належною об'єктивністю»: «точно, серйозно, сильно й з наростальною напругою, аж поки в ній і справді не знайшло свого вираження суворе обличчя війни», жахіття матеріальної битви й незмірна, всепоглинальна сила віталізму серця.
Французький письменник Андре Жід занотував після прочитання книги в своєму «Журналі»: «Книга Ернста Юнґера про війну 1914-го, „В сталевих грозах“, є безсумнівно найкращою воєнною книгою, яку я коли-небудь читав; щирою, правдивою і надзвичайно чесною».
Аргентинський письменник Хорхе Луїс Борхес, який прочитав «Bajo la tormenta de acero» відразу після появи іспанського перекладу твору в 1922 році, здійснив 1982 року подорож у верхньошвабський Вільфлінген, щоб особисто познайомитись з Юнґером, книга якого на все життя залишилася в його враженій пам'яті.

## Переклади іноземними мовами
Після першої появи «В сталевих грозах» книга швидко отримала міжнародну популярність та визнання. Доволі рано її було перекладено іспанською (1922), англійською (1929), французькою (1929), польською (1935), румунською (1936), латиською (1937), а згодом шведською (1964), нідерландською (1995), російською (2000), фінською (2008), норвезькою (2010), данською (2012), португальською (2013) та українською (2014).

## Переклади українською
Перший переклад українською мовою було зроблено Юрком Прохаськом у 2014 році. Переклад з'явився в чернівецькому видавництві «Книги — XXI». За основу було взято сьоме видання книги, яке вийшло друком 1978 року.
- Юнґер Ернст. В сталевих грозах. Переклад з німецької: Юрко Прохасько. Чернівці: Книги— ХХІ, 2014. 324 стор. ISBN 978-617-614-078-8